# Wilhelm Lauser
Wilhelm Lauser (* 15. Juni 1836 in Stuttgart; † 11. November 1902 in Charlottenburg) war ein deutscher Publizist und Historiker.

## Leben und Wirken
Wilhelm Lauser studierte an der Universität Tübingen Theologie und Philologie. Während seines Studiums wurde er 1854 Mitglied der Verbindung Nordland. Nach seinem Studium forschte er an der Universität Heidelberg und legte hier die spätere Basis seiner historischen Arbeiten.
Später lebte Lauser fünf Jahre als Publizist in Paris. wo er unter anderem seinen „landsmännischen Tischgenossen“ Ludwig Pfau kennen und schätzen lernte. Ab 1868 bereiste er wiederholt Spanien, um die Materialien zur zeitgenössischen Geschichte des Landes zu sammeln. Er besuchte in gleicher Weise Italien und den Orient und lebte dann in Wien als Redakteur des Neuen Wiener Tagblattes. Ab 1885 fungierte Lauser auch als Herausgeber der wöchentlich erscheinenden Zeitschrift Allgemeine Kunst-Chronik samt dessen Jahrbuch Die Kunst in Österreich-Ungarn.
1893 wurde Lauser Chefredakteur bei der Deutschen Verlags-Anstalt in Stuttgart. In diesem Jahr affiliierte er bei der Stuttgarter Freimaurerloge „Zu den 3 Cedern“. In Stuttgart gründete er den „Literarischen Klub“, dessen erster Vorstand er war, und wurde zum Geheimen Hofrat ernannt.
1896 war er Vertreter der Münchener Allgemeinen Zeitung in Wien. Von 1896 bis 1902 arbeitete er als Chefredakteur der Norddeutschen Allgemeinen Zeitung in Berlin.
Lauser war verheiratet und hatte eine Tochter.

## Werke
als Herausgeber
- Allgemeine Kunst-Chronik.
- Die Kunst in Österreich-Ungarn. Jahrbuch.

als Autor
- Die Matinées royales und Friedrich dem Großen. Schaber, Stuttgart 1865 (Digitalisat).
- Aus Spaniens Gegenwart. Brockhaus, Leipzig 1872.
- Geschichte Spaniens von dem Sturz Isabellas bis zur Thronbesteigung Alfonsos XII. 2 Bde., Brockhaus, Leipzig 1877.
- Unter der Pariser Kommune. Duncker & Humblot, Leipzig 1878.
- Von der Maladetta bis Malaga. Reiseskizzen. Hofmann, Berlin 1881 (Allgemeiner Verein für Deutsche Literatur; 5,4).
- Ein Herbstausflug nach Siebenbürgen. Graeser, Wien 1886.
- Kreuz und quer: Erzählungen aus meinem Wanderleben. Bonz & Comp, Stuttgart 1889.

als Übersetzer
- Juljan Klaczko: Florentinische Plaudereien. Wien 1874.